# Murray Tosh
Murray Tosh (* 1. September 1950 in Ayr) ist ein schottischer Politiker und Mitglied der Conservative Party.

## Leben
Tosh besuchte das Kilmarnock Academy und studierte anschließend Geschichte und Politik an der Universität Glasgow. Dann ging er ans Jordanhill College of Education, wo er seine Lehrbefugnis erwarb. In den folgenden Jahren war Tosh als Lehrer an verschiedenen Schulen tätig.

## Politischer Werdegang
Tosh war zunächst Mitglied der Liberal Party und während seiner Zeit an der Universität Glasgow Präsident des Glasgow University Liberal Club. Bei den Unterhauswahlen im Oktober 1974 kandidierte er für die Liberal Party im Wahlkreis Ayr, verpasste mit einem Anteil von rund 6,3 % der Stimmen den Einzug in das Britische Unterhaus jedoch deutlich. Er schloss sich dann der Conservative Party an und bewarb sich bei den Unterhauswahlen 1983 um das Direktmandat des Wahlkreises Glasgow Hillhead und erhielt die dritthöchste Stimmenanzahl. Zwischen 1987 und 1996 war Tosh dann Mitglied des Bezirksrates von Kyle and Carrick.
Bei den ersten Schottischen Parlamentswahlen im Jahre 1999 kandidierte Tosh im Wahlkreis Cunninghame South, erhielt jedoch nur 11,4 % der Stimmen. Da Tosh jedoch auch auf der Regionalwahlliste der Konservativen für die Wahlregion South of Scotland auf dem dritten Rang gelistet war, erhielt er infolge des Wahlergebnisses eines der vier Listenmandate der Konservativen in dieser Wahlregion und zog in das neugeschaffene Schottische Parlament ein. Bei den Parlamentswahlen 2003 bewarb sich Tosh um das Direktmandat des Wahlkreises Dumbarton und erhielt den viertgrößten Stimmenanteil. Auf Grund seiner Listung auf der Regionalwahlliste für die Wahlregion West of Scotland zog er jedoch abermals über ein Listenmandat in das Parlament ein. Bei den folgenden Parlamentswahlen 2007 trat Tosh im Wahlkreis Dumfries an und erhielt die zweithöchste Stimmenanzahl. Da er auf der Regionalwahlliste der Konservativen für South Scotland nur auf dem vierten Rang gelistet war, erhielt er kein Listenmandat und schied aus dem Parlament aus.